# Unterseeboot type X
L' Unterseeboot type X, ou U-Boot type X est un modèle ou type spécial de sous-marin allemand de la Seconde Guerre mondiale.
Conçu initialement comme mouilleur de mines, il est également utilisé pour le transport de marchandises sur de longues distances, tâche qu’il partagea avec le type IX-D1 et avec les sous-marins italiens de la classe Romolo.
Ces sous-marins, conçus en 1938, sont lancés comme submersibles océaniques. Ils pouvaient contenir jusqu’à 66 mines SMA et 15 torpilles. Les bateaux de la classe XB étaient spéciaux car ils possédaient seulement deux tubes lance-torpilles, à la poupe. En tant que navires de transport, ils contenaient des casiers de fret dans les tubes mouilleurs de mines (ou soudés au-dessus des tubes mouilleurs de mines latéraux), ce qui empêchait leur utilisation pour des mines. Avec 2 710 tonneaux en plongée et à pleine charge, ils sont les plus grands sous-marins allemands jamais construits, ce qui les rendaient moins agiles et avec une vitesse d’immersion plus faible.
Au total, huit sous-marins sont construits (U-116, U-117, U-118, U-119, U-219, U-220, U-233 et U-234).
| Bateaux       | Nbr | Chantier naval      | Construction |
| ------------- | --- | ------------------- | ------------ |
| U-116 à U-118 | 3   | Germaniawerft, Kiel | 1939 - 1941  |
| U-119         | 1   | Germaniawerft, Kiel | 1939 - 1941  |
| U-219 à U-220 | 2   | Germaniawerft, Kiel | 1940 - 1943  |
| U-233 à U-234 | 2   | Germaniawerft, Kiel | 1940 - 1944  |

Six furent coulés durant la guerre (dont cinq corps et biens), mais deux survécurent à la Seconde Guerre mondiale.

Un des survivants fut l’U-234, qui fut célèbre pour son chargement de 560 kg d'oxyde d'uranium à destination du Japon. Il contenait aussi deux avions à réaction Me-262 ainsi que dix moteurs à réaction.

L’autre type XB à survivre fut l’U-219 qui atteignit Jakarta en décembre 1944 avec un chargement contenant des missiles V2 à destination du Japon.